# Stefano Travaglia
Stefano Travaglia (Ascoli Piceno, 28 dicembre 1991) è un tennista italiano.
In singolare il suo miglior risultato nel circuito maggiore è la finale raggiunta al Great Ocean Road Open 2021 di Melbourne. Vanta inoltre  diversi titoli nei circuiti minori e la sua migliore posizione nel ranking ATP è la 60ª, raggiunta nel febbraio 2021.

## Carriera

### Gli inizi
Inizia a praticare il tennis a 5 anni e mezzo al Circolo Cartiera di Ascoli Piceno sotto l'impulso dei genitori; pratica anche altri sport ma li abbandona quando inizia a partecipare ai tornei di tennis. Fino a 15 anni si allena con i genitori e in seguito entra nell'accademia di Jesi dove avrà come allenatrici Cinthia Conti e Natalia Grisolia. Inizia la carriera partecipando a tornei nazionali di terza e quarta categoria; verso i 17 anni approda nel circuito Under 18 disputando una decina di tornei.

### 2007-2010: esordio da professionista, trasferta in Sudamerica e primo titolo ITF
Nel marzo 2007 debutta a 15 anni tra i professionisti dell'ITF Men's Circuit con una sconfitta nelle qualificazioni del torneo Italy F8 Futures di Frascati. La prima vittoria nel circuito arriva a settembre nell'Italy F32 di Olbia, ma non gli è sufficiente per superare le qualificazioni. Nel febbraio 2008 entra con una wild card per la prima volta nel tabellone principale di un Futures all'Italy F3 di Castel Gandolfo e viene battuto al primo turno. Dopo una sosta di alcuni mesi per un infortunio al polso, nel settembre 2008 vince il suo primo incontro in un tabellone principale ITF al torneo Italy F29 di Torre del Greco e guadagna il suo primo punto ATP. Nell'aprile 2009 tenta senza successo per la prima volta la qualificazione a un torneo Challenger al Rai Open 2009 di Roma e in luglio gioca con una wild card il primo incontro nel tabellone principale di un Challenger a San Benedetto del Tronto, perdendo in due set.
Nell'aprile del 2010 sceglie la via delle accademie in Argentina, paese di nascita delle sue due allenatrici, prendendo confidenza con i campi in terra rossa, nonostante prediliga le superfici veloci dove può esprimere al meglio il servizio. In agosto perde a Salta in Argentina la prima finale disputata in un torneo ITF, l'Argentina F17. Il 27 novembre 2010 si aggiudica il primo torneo in carriera, il Chile F6 di Rancagua in Cile, battendo in finale Cristobal Saavedra in due set.

### 2011: l’infortunio alla mano
In febbraio supera le qualificazioni del torneo Challenger di Salinas e vince il suo primo incontro nel tabellone principale di un Challenger prima di essere eliminato negli ottavi di finale, lo stesso risultato ottenuto al successivo Challenger di Santiago del Cile. Agli inizi di aprile si impone in due set nella finale in singolare del Futures di Viña del Mar e quello stesso giorno vince anche il suo primo titolo in doppio. Il 1º maggio viene sconfitto nella finale del Futures di Bell Ville.
Torna quindi in Italia e il 5 giugno si aggiudica il terzo titolo in singolare battendo Christian Lindell nella finale dell'Italy F12 di Bergamo, arrivando così al 332º posto nel ranking ATP. In giugno esce al secondo turno nei Challenger di Milano e di Torino, risultati che gli consentono di salire alla posizione nº 306. Quell'estate subisce un grave infortunio ai legamenti della mano destra che rischia di compromettergli la carriera. L'incidente lo tiene fuori dalle gare per circa un anno e gli fa perdere tutti i punti ATP accumulati.

### 2012-2013：risalita in classifica
Torna in Argentina e nell'agosto 2012 fa il suo rientro nel circuito ITF dopo l'infortunio; in settembre raggiunge la semifinale al Futures Argentina F24 di San Juan, in ottobre vince il torneo Chile F9 di Santiago e raggiunge la finale al Chile F10 di Villa Alemana, rientrando così al 702º posto del ranking ATP dopo essere stato al 1178º in luglio.
Nel febbraio 2013 partecipa per la prima volta alle qualificazioni di un torneo ATP, a Buenos Aires e viene subito eliminato al primo turno. Subito dopo disputa la sua prima semifinale del circuito Challenger al torneo di Salinas, dove viene battuto in due set da Renzo Olivo. In estate raggiunge la semifinale anche al Challenger di San Benedetto del Tronto e perde in due set da Andrej Martin. Rientra in Sudamerica e in settembre giunge in finale nel Futures F17 di La Rioja sia in singolare sia in doppio. In ottobre risale al 317º posto del ranking.

### 2014 - 2016：top 200 in singolare, primo Challenger in doppio e nuovi infortuni
Nel 2014 torna al successo in singolare nei tornei ITF, affermandosi in febbraio nell'F3 e nell'F4 di Sharm el Sheikh, in aprile nell'F9 di Santa Margherita di Pula, in giugno nell'F20 di Busto Arsizio e in settembre nell'F5 di Cartagine. In aprile arriva ai quarti nel Challenger di Vercelli superando negli ottavi per la prima volta un top 100 ATP, il nº 98 David Goffin. In maggio fa la sua prima apparizione nel tabellone principale degli Internazionali d'Italia e perde al primo turno in tre set da Simone Bolelli, dopo aver superato le qualificazioni a spese di Albert Montañés (nº 58 ATP) e Blaž Rola.
In agosto partecipa per la prima volta alle qualificazioni degli US Open, perdendo 6-7, 7-6, 6-7 al primo turno dal nº 139 ATP Michał Przysiężny. Vince in stagione anche diversi tornei minori in doppio, tra i quali spicca il primo titolo Challenger in carriera, conquistato in settembre a Meknes con Hans Podlipnik-Castillo sconfiggendo in finale la coppia Gerard Granollers Pujol/Jordi Samper Montaña. Grazie alla semifinale raggiunta in singolare in ottobre al Challenger di Indore, entra per la prima volta tra i primi 200 della classifica ATP.
Dopo essersi appena ripreso da alcuni problemi fisici, nel marzo 2015 durante un allenamento subisce la frattura dello scafoide della mano sinistra, rientra a maggio e per alcuni mesi non ottiene risultati di rilievo. In settembre vince in singolare i tornei Futures F20 di Santa Margherita di Pula, e in novembre l'F4 e F5 di Casablanca. In doppio conquista il titolo Futures F9 a Santa Margherita di Pula.
A inizio 2016 subisce un infortunio alla schiena che lo tiene lontano diversi mesi dai campi e rientra in luglio, ripartendo dalla 562ª posizione del ranking mondiale. Nel finale di stagione vince in singolare il Futures F28 di Reggio Emilia e gli F30, F33 e F36 di Santa Margherita di Pula, arrivando ai quarti nel Challenger di Andria.

### 2017: partecipazione ai primi Slam e primo Challenger in singolare
Nel febbraio 2017 vince in singolare il torneo F3 di Paguera e l'F7 di Hammamet. Il 2 aprile si aggiudica l'F9 di Madrid, dopo il quale si dedica quasi esclusivamente ai tornei Challenger. A fine aprile perde in semifinale al Challenger di Francavilla contro Alessandro Giannessi. Il 7 maggio vince il suo primo torneo in singolare nel circuito Challenger al Prosperita Open di Ostrava, superando nell'ordine Lorenzo Giustino, Rubén Ramírez Hidalgo, Roberto Carballés Baena, Adam Pavlásek e in finale Marco Cecchinato con il punteggio di 6-2 3-6 6-4. Al successivo Roma Open arriva ai quarti di finale, dove viene sconfitto da Yannick Maden. Questi risultati gli consentono di salire al 155º posto del ranking mondiale.
In maggio partecipa per la prima volta alle qualificazioni del Roland Garros, ma viene sconfitto al primo turno. A Wimbledon accede per la prima volta al main draw di un torneo del Grande Slam eliminando nei turni preliminari Salvatore Caruso, Quentin Halys e Peter Polansky. Il debutto nei Championships lo vede sconfitto dal diciannovenne Andrej Rublëv, a sua volta debuttante nel torneo, con il punteggio di 7-6 3-6 5-7 6-1 5-7. A fine torneo sale al 146º posto della classifica ATP. In agosto supera le qualificazioni degli US Open senza perdere un set, battendo nel turno decisivo Peter Gojowczyk. Al primo turno del tabellone principale ottiene la prima vittoria in carriera nel circuito maggiore superando in quattro set il nº 26 ATP Fabio Fognini, al termine di un incontro contrassegnato dal nervosismo dell'avversario. Al secondo turno perde in tre set contro Viktor Troicki. Questi risultati gli consentono di arrivare al 125º posto della classifica mondiale.
Eliminato nei quarti al Challenger di Sibiu, supera le qualificazioni del torneo ATP di Anversa sconfiggendo Yannick Maden e Vasek Pospisil. Al primo turno del main draw viene battuto dall'ex numero tre del mondo David Ferrer al tie-break del terzo set, dopo aver mancato un match-point nel terzo set. Dopo aver disputato due Challenger a Mouilleron Le Captif e Brescia, chiude l'anno alla 133ª posizione del ranking, suo miglior piazzamento di fine stagione in carriera.

### 2018：secondo Challenger in singolare
Apre il 2018 superando le qualificazioni a Doha con le vittorie sbalorditive su Šafránek e Šetkić; al primo turno sconfigge Jabor Al-Mutawa e al secondo viene eliminato da Guido Pella. Esce al secondo turno anche al torneo ATP di Quito per mano di Nicolás Jarry, dopo aver battuto al primo turno Pablo Andújar. All’ATP 250 di New York supera le qualificazioni e viene sconfitto al primo turno da Jérémy Chardy. Anche nel 250 di Marsiglia entra nel main draw attraverso le qualificazioni, eliminando Alexei Popyrin e Yannick Maden. Al primo turno supera in due set la wild card locale Hugo Gaston e al secondo si arrende a Tomáš Berdych in tre set. A fine febbraio viene eliminato da Ernests Gulbis nelle qualificazioni dell'ATP 500 di Dubai. Nella prima edizione del Challenger di Marbella è testa di serie nº 7 e il 1º aprile batte 6-3, 6-3 in finale Guido Andreozzi conquistando il suo secondo trofeo Challenger in singolare. Il 23 aprile sale alla 108ª posizione del ranking.
Eliminato nelle qualificazioni a Monte-Carlo, a Madrid e al Roland Garros, accede al tabellone principale di Wimbledon superando Alessandro Giannessi nel turno decisivo delle qualificazioni. Nel primo turno del main draw cede al quarto set contro John Millman. Sempre in luglio supera le qualificazione anche a Umago e al primo turno viene battuto da Jiří Veselý in tre set. Accede per la prima volta al main draw degli US Open superando nelle qualificazioni Matteo Donati, Evan King e Estrella Burgos; è costretto al ritiro per crampi durante l'incontro di primo turno con Hubert Hurkacz. Nell'ultima parte di stagione raggiunge altre due semifinali Challenger a Biella, dove è battuto da Stefano Napolitano, e a Brest, dove viene di nuovo sconfitto da Hurkacz.

### 2019: top 80, primi quarti ATP e due titoli Challenger
In gennaio supera le qualificazioni agli Australian Open con i successi su Andrej Martin, Gō Soeda e Kimmer Coppejans. Al primo turno sconfigge in quattro set Guido Andreozzi, ottenendo la sua seconda vittoria in carriera in uno Slam. Al secondo turno si arrende a Nikoloz Basilašvili dopo essere stato in vantaggio di due set a uno. In febbraio supera le qualificazioni anche al torneo ATP di Sofia e al primo turno viene sconfitto da Jan-Lennard Struff. Subito dopo arriva in semifinale al Challenger di Cherbourg. Il 28 aprile sconfigge il tedesco Oscar Otte per 6-3, 6(3)-7, 6-3 nella finale di Francavilla al Mare, aggiudicandosi il terzo titolo Challenger in singolare. La settimana dopo arriva ai quarti al Challenger di Ostrava e in maggio viene battuto da Filip Krajinović in semifinale al Challenger di Heilbronn.
Conferma il buon momento di forma a fine mese superando per la prima volta le qualificazioni al Roland Garros, battendo nell'ordine Jurij Rodionov, Nino Serdarušić e Steve Darcis. Al primo turno soccombe in cinque set a Adrian Mannarino, dopo essere stato in vantaggio due set a uno. A fine torneo passa sotto la guida tecnica di Simone Vagnozzi, che era stato fino ad allora il coach di Marco Cecchinato, portandolo l'anno prima alla semifinale dello Slam parigino. Al Challenger di Shymkent perde la finale in due set contro Andrej Martin e, grazie ai quarti di finale raggiunti nel Challenger di Parma, raggiunge la posizione nº 100 della classifica mondiale.
Nell'ATP 250 di Umago, raggiunge per la prima volta i quarti di finale nel circuito maggiore, eliminando al primo turno Thomas Fabbiano e al secondo il nº 9 del mondo Fabio Fognini, ritiratosi all'inizio del secondo set dopo aver perso il primo, contro il quale ottiene la sua prima vittoria in carriera su un top 10. Nel turno successivo viene sconfitto in tre set da Attila Balázs. Nel 250 di Gstaad supera al primo turno il qualificato Daniel Elahi Galán prima di cedere a Roberto Carballés Baena. Il 4 agosto conquista a Sopot il secondo torneo Challenger in stagione superando nell'ordine Daniel Michalski, Gastão Elias, Mohamed Safwat, Tristan Lamasine e in finale Filip Horanský. Al termine del torneo si issa alla 79ª posizione del ranking ATP.
Viene sconfitto all'esordio nella sua terza partecipazione agli US Open da Benchetrit. Torna a giocare nei Challenger e viene eliminato in semifinale da Martin a Como e nei quarti a Genova dal futuro vincitore Sonego. All'ATP 250 di San Pietroburgo viene subito estromesso da Maxime Janvier mentre supera al primo turno a Stoccolma Reilly Opelka prima di uscire per mano di Yūichi Sugita. Anche nel 500 di Vienna supera il primo turno battendo la wild card locale Miedler ed esce di scena al turno successivo per mano di Fucsovics. Conclude l'anno senza ottenere risultati di rilievo e chiude la stagione all'84º posto del ranking.

### 2020：esordio in Coppa Davis e terzo turno a Roma e al Roland Garros
Viene convocato per la prima edizione dell'ATP Cup e nella prima sfida, persa contro la Russia, Travaglia viene sconfitto in due set da Karen Chačanov. Batte quindi in due set il norvegese Viktor Durasovic, ottenendo il suo primo successo in una competizione a squadre con l'Italia. Superando in due tie-break anche il nº 31 del mondo Taylor Fritz, contribuisce al 3-0 dell'Italia sugli Stati Uniti, che non è tuttavia sufficiente alla qualificazione degli "azzurri" ai quarti di finale. Prima degli Australian Open raggiunge la finale al Bendigo Challenger senza perdere un set e si arrende nell'atto conclusivo a Steve Johnson dopo due tie-break. Nello Slam australiano viene eliminato al primo turno da Cristian Garín. Il 20 gennaio raggiunge la 74ª posizione mondiale, ritoccando il suo best ranking. Sconfitto all'esordio all'ATP di Pune, perde in semifinale con Benjamin Bonzi al Challenger di Bangalore. Al 250 di Marsiglia viene sconfitto al primo turno da Félix Auger-Aliassime dopo aver mancato due match point. A inizio marzo debutta in Coppa Davis contro la Corea del Sud e sconfigge Chung Yun-seong per 6-0, 6-1.
Dopo l'interruzione della stagione a causa della pandemia di COVID-19, perde al primo turno di qualificazione del Cincinnati Open contro Gombos e al primo turno degli US Open per mano di Thompson. Dopo le semifinali nel Challenger di Prostějov, ottiene una wild card per gli Internazionali d'Italia e raggiunge per la prima volta gli ottavi di finale in un Masters 1000 battendo i top 30 Taylor Fritz e Borna Ćorić, cede quindi in due tie break contro Berrettini. Nell'insolita edizione autunnale del Roland Garros ottiene il suo miglior risultato in una prova dello Slam eliminando prima Andujar in tre set e poi Nishikori al quinto. Al terzo turno raccoglie solo 5 giochi nel suo primo confronto con Rafael Nadal; il risultato gli permette portare il best ranking alla 70ª posizione. Supera le qualificazioni al Paris Masters ai danni di Sousa e Mager, e al primo turno viene eliminato da Alex de Minaur.

### 2021: prima finale ATP, top 60
Inizia la stagione al 250 di Adalia e raggiunge per la seconda volta i quarti di finale nel circuito maggiore, superando nell'ordine la testa di serie nº 7 Miomir Kecmanovic ed Emil Ruusuvuori, prima di essere estromesso da David Goffin. Al Melbourne 1 ottiene il suo miglior risultato in carriera raggiungendo la prima finale ATP con i successi su Roberto Carballés Baena, Sam Querrey, Aleksandr Bublik, Hubert Hurkacz e Thiago Monteiro. Nell'atto conclusivo si arrende in due set a Jannik Sinner e sale al 60º posto mondiale. Nei successivi 8 tornei vince solo 4 incontri di qualificazione a Monte Carlo e a Madrid; torna a vincere in un main draw agli Internazionali d'Italia superando Benoît Paire e al secondo turno viene eliminato da Denis Shapovalov. Si ritira durante l'incontro di primo turno a Ginevra e subito dopo viene annunciata la fine della collaborazione con il coach Vagnozzi.
Il momento negativo continua con un solo incontro vinto nei successivi cinque tornei, e tra le eliminazioni al primo turno vi sono quelle al Roland Garros e a Wimbledon. In giugno si affida alla guida tecnica di Uros Vico. Torna a vincere due incontri di fila in luglio all'ATP di Umago, dove sconfigge Jaume Munar e Carlos Taberner e nei quarti raccoglie solo tre giochi contro Albert Ramos Viñolas. Non arrivano altri risultati di rilievo, pone fine anche al rapporto con Vico e torna ad allenarsi a Foligno con Fabio Goretti. A settembre raggiunge la semifinale al Bucarest Challenger e la settimana successiva ha la meglio su Thanasi Kokkinakis nella finale del Challenger di Sibiu, tornando a vincere un titolo dopo oltre due anni. Recupera altre posizioni nel ranking con le semifinali raggiunte nei Challenger di Napoli e Bratislava e chiude l'anno alla 78ª.

### 2022-2024: crollo nel ranking e lenta risalita
Sconfitto al primo turno nei primi tre tornei stagionali, tra cui l'Australian Open, i quarti di finale raggiunti a Pune non sono sufficienti a compensare gli ottimi risultati di inizio 2021 ed esce dalla top 100. Subisce quindi una serie quasi ininterrotta di sconfitte e dopo l'eliminazione nelle qualificazioni di Monte Carlo subisce un infortunio al braccio che richiede un intervento chirurgico e che lo tiene più di due mesi lontano dalle competizioni. Rientra alle qualificazioni di Wimbledon e viene eliminato al primo incontro. Il periodo negativo continua per tutta la stagione e a fine anno inizia gli allenamenti a Roma con Giuseppe Fischetti e Francesco Aldi. Inizia male anche il 2023, a febbraio esce dalla top 400 e vi fa subito rientro raggiungendo la finale al Tenerife Challenger III. Ad aprile gioca due tornei ITF M25 a Palma Nova di Maiorca, vince il doppio nel primo e perde la finale in singolare nel secondo.
Risale lentamente nel ranking e a maggio rientra nella top 300, vince quindi alcuni incontri nei Challenger, tra cui quello contro il nº 89 ATP Dominic Thiem, e supera le qualificazioni all'ATP di Ginevra, per poi essere eliminato al primo turno. A giugno raggiunge la semifinale al Challenger 125 di Montechiarugolo. Torna a superare le qualificazioni in una prova del Grande Slam agli US Open e al primo turno cede in 4 set al nº 14 del mondo Tommy Paul. A fine settembre perde la finale di doppio al Challenger di Braga e a novembre perde quella di singolare al Challenger di Helsinki, grazie alla quale rientra nella top 200. Nel 2024 perde un'altra finale Challenger a Tenerife e raggiunge alcune semifinali, le posizioni nel ranking di singolare variano tra la 182ª di febbraio alla 243ª di luglio. In doppio, nel corso della stagione vince solo due dei dodici match disputati e a novembre scende oltre la 1400ª posizione.

### 2025
Inizia il 2025 ad aprile e si trova nelle posizioni a cavallo della 300ª. A fine maggio vince agli Internazionali Città di Vicenza il primo torneo disputato in doppio in stagione. A luglio vince un torneo in singolare dopo quasi 4 anni al Modena Challenger con il successo in finale su Thiago Seyboth Wild in due set. Il mese successivo perde la finale al Challenger degli Internazionali Città di Todi contro Timofej Skatov.

## Caratteristiche tecniche
I punti forti di Stefano Travaglia sono il servizio, che spesso gli permette di mettere a segno degli ace e salvare palle break, e il dritto. La prima palla di servizio è molto veloce e la seconda è più lenta ma molto tagliata. Il dritto è carico di topspin mentre gioca spesso il rovescio a due mani, anche se non mancano le occasioni in cui effettua passanti di rovescio a una sola mano.

## Statistiche

### Singolare

#### Finali perse (1)
| Legenda              |
| Grande Slam (0)      |
| ATP Finals (0)       |
| ATP Masters 1000 (0) |
| ATP Tour 500 (0)     |
| ATP Tour 250 (1)     |

| N. | Data            | Torneo                           | Superficie | Avversario in finale | Punteggio   |
| 1. | 7 febbraio 2021 | Great Ocean Road Open, Melbourne | Cemento    | Jannik Sinner        | 6(4)–7, 4–6 |

### Tornei minori

#### Singolare

##### Vittorie (25)
| Legenda tornei minori |
| Challenger (6)        |
| ITF (19)              |

| N.  | Data              | Torneo                                        | Superficie  | Avversario in finale   | Punteggio        |
| 1.  | 28 novembre 2010  | Chile F6, Rancagua                            | Terra rossa | Cristobal Saavedra     | 6-4, 6-1         |
| 2.  | 3 aprile 2011     | Chile F1, Viña del Mar                        | Terra rossa | Guillermo Rivera       | 6-2, 6-4         |
| 3.  | 4 giugno 2011     | Italy F12, Bergamo                            | Terra rossa | Christian Lindell      | 6-2, 6-2         |
| 4.  | 20 ottobre 2012   | Chile F9, Santiago del Cile                   | Terra rossa | Gonzalo Lama           | 6-3, 6-2         |
| 5.  | 2 febbraio 2014   | Egypt F3, Sharm el Sheikh                     | Terra rossa | Jason Kubler           | 6-0, 6-0         |
| 6.  | 9 febbraio 2014   | Egypt F4, Sharm el Sheikh                     | Terra rossa | José Pereira           | 6-2, 6-4         |
| 7.  | 12 aprile 2014    | Italy F9, Santa Margherita di Pula            | Terra rossa | Oriol Roca Batalla     | 7-6(4), 6-3      |
| 8.  | 28 giugno 2014    | Italy F20, Busto Arsizio                      | Terra rossa | Roberto Marcora        | 6-2, 4-6, 6-4    |
| 9.  | 14 settembre 2014 | Tunisia F5, Cartagine                         | Terra rossa | Maxime Hamou           | 6-4, 4-6, 6-3    |
| 10. | 25 settembre 2015 | Italy F20, Santa Margherita di Pula           | Terra rossa | Filippo Leonardi       | 7-5, 6-2         |
| 11. | 21 novembre 2015  | Morocco F4, Casablanca                        | Terra rossa | Maxime Chazal          | 6-4, 6-3         |
| 12. | 21 novembre 2015  | Morocco F5, Casablanca                        | Terra rossa | Andre Gaspar Murta     | 6-4, 6-3         |
| 13. | 11 settembre 2016 | Italy F28, Reggio Emilia                      | Terra rossa | Matteo Berrettini      | rit.             |
| 14. | 24 settembre 2016 | Italy F30, Santa Margherita di Pula           | Terra rossa | Nicola Ghedin          | 6-2, 6-3         |
| 15. | 5 ottobre 2016    | Italy F33, Santa Margherita di Pula           | Terra rossa | Daniel Altmaier        | 6-4, 2-6, 6-1    |
| 16. | 5 novembre 2016   | Italy F36, Santa Margherita di Pula           | Terra rossa | Salvatore Caruso       | 4-6, 6-2, 6-3    |
| 17. | 5 febbraio 2017   | Spain F3, Paguera                             | Terra rossa | Pedro Martinez Portero | 7-5, 1-6         |
| 18. | 26 febbraio 2017  | Tunisia F7, Hammamet                          | Terra rossa | Tomislav Brkić         | 6-7, 6-3, 6-3    |
| 19. | 2 aprile 2017     | Spain F9, Madrid                              | Terra rossa | Yannick Maden          | 6-1, 6-2         |
| 20. | 7 maggio 2017     | Ostrava Open Challenger, Ostrava              | Terra rossa | Marco Cecchinato       | 6-2, 3-6, 6-4    |
| 21. | 1º aprile 2018    | Andalucía Challenger, Marbella                | Terra rossa | Guido Andreozzi        | 6-3, 6-3         |
| 22. | 28 aprile 2019    | Internazionali d'Abruzzo, Francavilla al Mare | Terra rossa | Oscar Otte             | 6-3, 6(3)-7, 6-3 |
| 23. | 4 agosto 2019     | Sopot Open Challenger, Sopot                  | Terra rossa | Filip Horanský         | 6-4, 2-6, 6-2    |
| 24. | 3 ottobre 2021    | Sibiu Open, Sibiu                             | Terra rossa | Thanasi Kokkinakis     | 7-6(4), 6-2      |
| 25. | 6 luglio 2025     | Modena Challenger, Modena                     | Terra rossa | Thiago Seyboth Wild    | 6-4, 6-3         |

##### Finali perse (14)
| Legenda tornei minori |
| Challenger (5)        |
| ITF (9)               |

| N.  | Data              | Torneo                              | Superficie  | Avversario in finale      | Punteggio            |
| 1.  | 22 agosto 2010    | Argentina F17, Salta                | Terra rossa | Joaquin Monteferrario     | 6(3)-7, 6-3, 6(12)-7 |
| 2.  | 19 dicembre 2010  | Chile F9, Concepción                | Terra rossa | Cristobal Saavedra        | 6(3)-7, 1-6          |
| 3.  | 1º maggio 2011    | Argentina F3, Bell Ville            | Terra rossa | Andres Molteni            | 4-6, 4-6             |
| 4.  | 27 ottobre 2012   | Chile F10, Villa Alemana            | Terra rossa | Patricio Heras            | 6-2, 4-6, 4-6        |
| 5.  | 7 settembre 2013  | Argentina F17, La Rioja             | Terra rossa | Gabriel Alejandro Hidalgo | 6-3, 2-6, 5-7        |
| 6.  | 21 settembre 2016 | Serbia F4, Novi Sad                 | Terra rossa | Christopher O'Connell     | 6(6)-7, 4-6          |
| 7.  | 8 ottobre 2016    | Italy F32, Santa Margherita di Pula | Terra rossa | Yannick Maden             | 6-2, 4-6, 2-6        |
| 8.  | 19 marzo 2017     | Tunisia F10, Hammamet               | Terra rossa | Oriol Roca Batalla        | 7-6, 1-6, 6-0        |
| 9.  | 16 giugno 2019    | Shymkent Challenger, Shymkent       | Terra rossa | Andrej Martin             | 4-6, 4-6             |
| 10. | 18 gennaio 2020   | Bendigo Challenger, Bendigo         | Cemento     | Steve Johnson             | 6(2)-7, 6(3)-7       |
| 11. | 12 febbraio 2023  | Tenerife Challenger III, Tenerife   | Cemento     | Matteo Gigante            | 3-6, 2-6             |
| 12. | 26 marzo 2023     | M25 Palmanova, Palmanova            | Terra       | Max Houkes                | 6-4, 1-6, 2-6        |
| 13. | 24 febbraio 2024  | Tenerife Challenger II, Tenerife    | Cemento     | Matteo Gigante            | 2-6, 4-6             |
| 14. | 16 agosto 2025    | Internazionali Città di Todi, Todi  | Terra rossa | Timofej Skatov            | 6(4)-7, 6-0, 2-6     |

#### Doppio

##### Vittorie (11)
| Legenda tornei minori |
| Challenger (1)        |
| ITF (10)              |

| N.  | Data              | Torneo                               | Superficie  | Compagno          | Avversari in finale                                 | Punteggio           |
| 1.  | 3 aprile 2011     | Chile F1, Viña del Mar               | Terra rossa | Renzo Olivo       | Guillermo Rivera Cristobal Saavedra                 | 5-7, 6-3, [10-1]    |
| 2.  | 24 agosto 2013    | Italy F2, Este                       | Terra rossa | Mate Delić        | Jorge Aguilar Guillermo Hormazabal                  | 6-0, 6-1            |
| 3.  | 14 settembre 2013 | Argentina F18, Neuquén               | Terra rossa | Facundo Mena      | Juan Manuel Benitez Chavarriaga Juan Pablo Ficovich | 6(5)-7, 6-1, [10-8] |
| 4.  | 2 febbraio 2014   | Egypt F3, Sharm El Sheikh            | Terra rossa | Jose Pereira      | Miljan Zekic Arsenijne Zlatanovic                   | 2-6, 6-3, [10-8]    |
| 5.  | 12 aprile 2014    | Italy F9, Santa Margherita di Pula   | Terra rossa | Francesco Borgo   | Oriol Roca Batalla David Vega Hernandez             | 6-4, 7-6            |
| 6.  | 20 luglio 2014    | Italy F23, Modena                    | Terra rossa | Pietro Rondoni    | Omar Giacolone Gianluca Naso                        | 6-2, 6-3            |
| 7.  | 7 settembre 2014  | Tunisia F4, Cartagine                | Terra rossa | Claudio Grassi    | Sander Gillé Alexsandros Jakupovic                  | 6-2, 6-4            |
| 8.  | 20 settembre 2014 | Morocco Tennis Tour - Meknes, Meknès | Terra rossa | Hans Podlipnik    | Gerard Granollers Jordi Samper                      | 6-2, 6-7, [10-7]    |
| 9.  | 31 ottobre 2015   | Italy F9, Santa Margherita di Pula   | Terra rossa | Francesco Borgo   | Erik Crepaldi Daniele Pepe                          | 6-2, 7-6            |
| 10. | 29 gennaio 2017   | Spain F2, Manacor                    | Terra rossa | Filippo Leonardi  | Andrei Apostol Bodgan Borza                         | 6-3, 6-2            |
| 11. | 25 marzo 2023     | M25 Palmanova, Palmanova             | Terra       | Alexander Weis    | Thiemo de Bakker Mats Hermans                       | 7-5, 6-3            |
| 8.  | 31 maggio 2025    | Internazionali Città di Vicenza      | Terra rossa | Federico Bondioli | August Holmgren Johannes Ingildsen                  | 6-2, 6-1            |

##### Finali perse (7)
| Legenda tornei minori |
| Challenger (2)        |
| ITF (5)               |

| N. | Data              | Torneo                      | Superficie  | Compagno         | Avversari in finale                     | Punteggio           |
| 1. | 3 aprile 2011     | Sporting Challenger, Torino | Terra rossa | Daniele Giorgini | Alessio Di Mauro Alessandro Motti       | 6(5)-7, 6-4, [7-10] |
| 2. | 17 luglio 2011    | Italy F18, Modena           | Terra rossa | Federico Torresi | Nikolaus Moser Max Raditschnigg         | 3-6, 4-6            |
| 3. | 7 settembre 2013  | Argentina F17, La Rioja     | Terra rossa | Eduardo Torre    | Daniel Dutra da Silva Christian Lindell | 6-3, 2-6, 5-7       |
| 4. | 26 gennaio 2014   | Egypt F2, Sharm El Sheikh   | Terra rossa | Lorenzo Frigerio | Jose Pereira Tak Khunn Wang             | 6-1, 3-6 [8-10]     |
| 5. | 8 febbraio 2015   | Egypt F4, Sharm El Sheikh   | Terra rossa | Ti Cheng         | Ivan Bjelica Matija Pecotic             | 3-6, 2-6            |
| 6. | 5 febbraio 2017   | Spain F3, Paguera           | Terra rossa | Filippo Leonardi | Gerard Granollers Pedro Martinez        | 1-6, 3-6            |
| 7. | 30 settembre 2023 | Braga Open, Braga           | Terra rossa | Alexander Weis   | Marco Bortolotti Alexandru Jecan        | 5-7, 5-7            |

## Risultati in progressione
| Sigla | Risultato               |
| ----- | ----------------------- |
| V     | Vincitore               |
| F     | Finalista               |
| SF    | Semifinalista           |
| O     | Oro olimpico            |
| A     | Argento olimpico        |
| SF    | Bronzo olimpico         |
| QF    | Quarti di Finale        |
| 4T    | Quarto turno            |
| 3T    | Terzo turno             |
| 2T    | Secondo turno           |
| 1T    | Primo turno             |
| RR    | Round Robin             |
| LQ    | Turno di qualificazione |
| A     | Assente                 |
| ND    | Non disputato           |

| Legenda superfici    |
| -------------------- |
| Cemento              |
| Terra battuta        |
| Erba                 |
| Superficie variabile |

### Singolare
| Tornei Grande Slam   |     |     |     |     |     |     |     |     |     |     |     |     |     |     |     |      |
| Australian Open      | A   | A   | A   | A   | A   | Q1  | A   | A   | Q2  | 2T  | 1T  | 1T  | 1T  | A   | Q1  | 1-4  |
| Roland Garros        | A   | A   | A   | A   | A   | A   | A   | Q1  | Q2  | 1T  | 3T  | 1T  | A   | A   | Q1  | 2-3  |
| Wimbledon            | A   | A   | A   | A   | A   | A   | A   | 1T  | 1T  | Q1  | ND  | 1T  | Q1  | A   | Q1  | 0-3  |
| US Open              | A   | A   | A   | A   | Q1  | A   | A   | 2T  | 1T  | Q1  | 1T  | 1T  | Q2  | 1T  | A   | 1-4  |
| Vittorie-Sconfitte   | 0-0 | 0-0 | 0-0 | 0-0 | 0-0 | 0-0 | 0-0 | 1-2 | 0-2 | 1-2 | 2-3 | 0-4 | 0-1 | 0-0 | 0-0 | 4-14 |
| Statistiche carriera |     |     |     |     |     |     |     |     |     |     |     |     |     |     |     |      |
| Finali ATP Tour      | 0   | 0   | 0   | 0   | 0   | 0   | 0   | 0   | 0   | 0   | 0   | 1   | 0   | 0   | 0   | 1    |
| Tornei vinti         | 0   | 0   | 0   | 0   | 0   | 0   | 0   | 0   | 0   | 0   | 0   | 0   | 0   | 0   | 0   | 0    |
| Ranking fine anno    | 528 | 403 | 607 | 374 | 198 | 457 | 326 | 134 | 133 | 84  | 74  | 78  | 310 | 193 | 221 | N/A  |